# Bava Batra
Bava Batra (anche Baba Batra, ebraico: בבא בתרא "Ultima Porta") è il terzo di tre trattati della Mishnah e del Talmud, nell'Ordine di Nezikin; esamina le responsabilità della persona e i diritti di proprietà. Fa parte della Legge orale ebraica. Originalmente tutti e tre insieme formavano un trattato singolo intitolato Nezikin (torti o lesioni) e ogni Bava stava a significare "parte" o "suddivisione".
Questo "massekhta" (trattato) non è un'esposizione di un dato passo della Torah, come invece sono il Bava Kamma e il Bava Metzia. Si divide in dieci capitoli il cui contenuto può esser descritto come segue: (1) Norme relative agli immobili detenuti da più di un proprietario (cap. I); (2) responsabilità del proprietario in merito alla proprietà del vicino (cap. II); (3) diritti acquisiti di proprietà e diritti connessi alla proprietà (cap. III); (4) leggi riferentisi all'acquisizione di proprietà tramite compravendita (capp. IV-VII); (5) leggi di successione (capp. VIII-IX); (6) leggi sui documenti (cap. X).

## Comproprietà
1. Comproprietari possono sciogliere la società e dividere la proprietà se le parti consentono, salvo il caso di un volume delle Sacre Scritture, che non può essere diviso in nessuna circostanza. Cose che perdono valore nella divisione possono essere ripartite solo se tutti i comproprietari acconsentono. Tranne tali casi ciascuna delle parti ha il diritto di insistere che venga fatta una divisione della proprietà. Nel caso in cui un cortile ("Hazer") è di proprietà di diversi soci ciascuno di loro deve contribuire alle consuete esigenze del tribunale; se dividono la proprietà una parete divisoria o recinzione deve essere eretta nel rispetto di determinate regole. Coloro che prima erano soci sono ora vicini e le loro relazioni vengono descritte al Capitolo II.
Un cortile misurante meno di 8 amos (lunghezze) può essere ripartito se entrambi i comproprietari sono d'accordo sulla divisione. A seconda di come la Mishnah viene interpretata questa divisione può essere delimitata da una fila bassa di zeppe di legno (il che dimostra che la trasgressione visiva non è dannosa) o da un muro di pietra alto quattro åmot (il che dimostra che la trasgressione visiva è considerata dannosa). Se entrambi i soci concordano sul muro di pietra esso viene costruito nel mezzo. L'innovazione (chidush) è che, anche se uno dei soci possedesse più proprietà, non deve però contribuire a più spazio per le pietre del muro.
2. La regola fondamentale sulla proprietà confinante è che il proprietario dell'immobile adiacente deve evitare tutto ciò che potrebbe rivelarsi un fastidio per il vicino o una fonte di lesione alla proprietà del vicino. "Il rumore di un martello da fabbro, di un mulino o dei bambini a scuola non devono essere considerato un fastidio" (II, 3). Controversie in merito a lesioni e fastidi sono generalmente regolate da diritti preesistenti o accertati (Ḥazaḳah).
3.  "Ḥazaḳah" (diritto accertato, possesso de facto) è dimostrato con l'esercizio indisturbato di tale diritto per un certo periodo di tempo (tre anni) nonostante la presenza di un contendente rivale per la stessa "terra". In base a questo la Palestina era divisa in tre "terre" o distretti (III. 2): Giudea, Galilea e Perea.

## Acquisizione di proprietà
4. Nel trasferimento di una casa, un cortile, un torchio, un bagno, un borgo o un campo molto dipende dal significato di questi termini, che sono pienamente definiti nel Capitolo IV. Nella Mishnah definizioni somiglianti vengono date per una barca, un carro, un giogo di buoi e simili (V:1-5). Nella vendita di prodotti agricoli si deve stare attenti che non vi sia alcuna deviazione dalle condizioni di vendita in merito alla qualità e quantità perché altrimenti la vendita potrebbe essere dichiarata nulla ("meḳaḥ ṭa'ut", V:6-VI:3). Si discutono poi nella Mishnah vari problemi derivanti dalla vendita di beni immobili, di una casa o di un pezzo di terra  (VI:4-VII), tra cui la vendita di terreno per la sepoltura di una famiglia o l'impresa di un operaio per prepararlo (VI:8). Il luogo di sepoltura è descritto come segue: "Una grotta scavata nella roccia, 4 cubiti di larghezza e 6 cubiti (o, secondo Rabbi Shimon 6 cubiti per 8); lungo tutta la grotta su ogni lato ci sono tre tombe di 4 cubiti in lunghezza, 1 cubito in larghezza e 7 palmi ('ṭefaḥim') di altezza, e 2 di queste tombe sono nella parte posteriore della grotta. Davanti alla grotta c'era un cortile ('ḥaẓer'), 6x6 cubiti, in modo da lasciar spazio sufficiente alla bara e alle persone presenti per la sepoltura."

## Leggi di successione

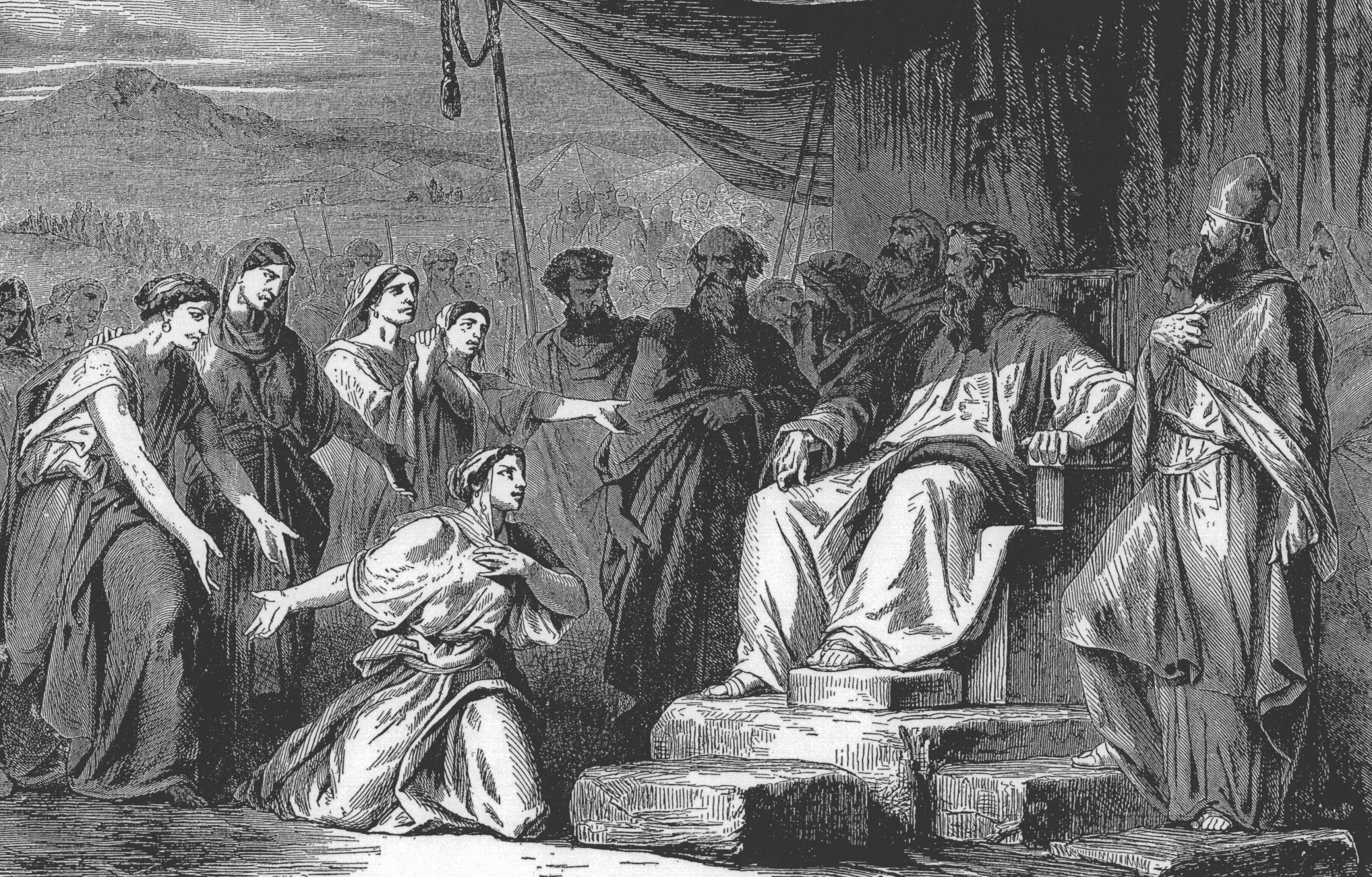
Le figlie di Zelofcad, come da Numeri
(illustrazione biblica del 1908)

5. Le leggi di successione si basano sul Libro dei Numeri 27:8-11, come interpretato dalla tradizione. Tra queste c'è la norma del marito che eredita la proprietà di sua moglie deceduta o il diritto della moglie nel caso di decesso del marito come stabilito in precedenza nel contratto di matrimonio (Ketubah). Un'altra norma assegna al figlio primogenito una doppia porzione della proprietà paterna in caso di decesso del padre. Per questo le figlie di Zelofcad si dice abbiano preteso, come proprietà del padre morto, tre parti della Terra santa (che si presume sia stata divisa tra i 600.000 uomini usciti dall'Egitto), cioè la parte di Zelofcad, quale figlio primogenito di Hefer, e una parte doppia della proprietà di suo padre deceduto (VIII:3). Queste leggi non interferiscono col diritto della persona di donare la sua proprietà a chi desideri (VIII:5).
I casi complicati vengono trattati nel Capitolo IX, come ad esempio le richieste simultanee degli eredi, della moglie e dei creditori del defunto; o le pretese contrastanti degli eredi del marito e di quelli della moglie, dove marito e moglie muoiono allo stesso tempo; gli eredi del primo che sostengono che la moglie è morta prima e che con la sua morte la relativa proprietà è diventata proprietà del marito mentre l'altra parte sostiene esattamente il contrario.

## Regolamentazione dei documenti
6. poiché i documenti legali sono di grande importanza nei problemi trattati nelle tre Bava, viene aggiunto un capitolo contenente la normativa relativa alla scrittura di tali documenti. Di interesse una particolare norma che definisce la differenza tra "ghet pashuṭ", un semplice documento non piegato, e "ghet meḳushshar", un documento piegato. Quest'ultimo viene preparato nel modo seguente: quando una o due righe sono state scritte la pergamena è piegata e un testimone firma sul retro del documento; l'operazione viene ripetuta tante volte quante ne aggradano alle parti interessate. Questo metodo, che richiede un tempo più lungo per l'esecuzione del documento stesso, si dice sia stato originariamente introdotto per la scrittura di una lettera di divorzio, in casi di mariti frettolosi e passionali (specialmente per i sacerdoti ai quali era proibito dalla legge di risposarsi con le mogli che avevano divorziato) in modo da dar loro tempo di calmarsi (B. B. 160b). La massekta (trattato) di ciascuna delle tre Bava si chiude con un commento generale sul valore educativo dello studio del diritto civile.